# Luciano Ferrari Bravo
Luciano Ferrari Bravo (Venezia, 18 marzo 1940 – Padova, 26 aprile 2000) è stato un politologo italiano, docente di Storia delle Istituzioni Politiche e di Istituzioni politiche comparate all'Università degli Studi di Padova.

## Biografia
Laureatosi in giurisprudenza all’Università degli Studi di Padova nell'anno accademico 1962-1963 con una tesi intitolata "Classi e conflitti di classe in alcune tendenze della sociologia contemporanea" sotto la direzione di Enrico Opocher, Luciano Ferrari Bravo fu uno dei protagonisti del marxismo operaista a partire dai primi anni Sessanta.
Intellettuale militante, dunque politico, attivo fin da studente nell'organizzazione delle lotte di fabbrica a Porto Marghera, poi esponente di Potere Operaio fino al suo scioglimento, fu negli anni Settanta tra gli animatori del Collettivo di Scienze Politiche. Assistente di Toni Negri,  docente di Storia delle Istituzioni Politiche, compagno di lotte di Mariarosa della Costa e Alisa Del Re, tra gli altri, fu tra i fondatori di Radio Sherwood.
 Arrestato nel quadro dell'operazione politico-giudiziaria del 7 aprile 1979 (il cosiddetto Processo 7 aprile), dopo cinque anni e mezzo di carcere speciale e due tra confino e sorveglianza speciale è stato assolto da tutte le accuse e reintegrato (dopo moltissimi tentativi di impedirglielo) nel suo posto di lavoro universitario.
Docente di Istituzioni politiche comparate alla Facoltà di Scienze Politiche, nella seconda metà degli anni Novanta aveva ricominciato a contribuire al dibattito nei movimenti.
Su di lui ha scritto Toni Negri nel 2003 (Luciano Ferrari Bravo. Ritratto di un cattivo maestro con alcuni cenni sulla sua epoca) mentre alcuni dei suoi contributi sono stati pubblicati online dall'Archivio multimediale Luciano Ferrari Bravo.

## Principali pubblicazioni
- 1971: L. Ferrari Bravo, Il New Deal e il nuovo assetto delle istituzioni capitalistiche, in AA.VV., Operai e Stato, Milano, Feltrinelli.
- 1972: L. Ferrari Bravo, A. Serafini, Stato e sottosviluppo: il caso del Mezzogiorno italiano, Milano, Feltrinelli.
- 1975: L. Ferrari Bravo, Introduzione, in AA.VV., Imperialismo e classe operaia multinazionale, Milano, Feltrinelli.
- 1979: L. Ferrari Bravo, Prefazione , in AA.VV., Il capitale e lo Stato, Verona, Bertani.
- 1979: L. Ferrari Bravo, Utopia e progetto. Loro possibilità e rapporto, in Quaderni del progetto, n.1, pp. 59–79.
- 1981: L. Ferrari Bravo, A. Negri, Riflessioni su un fantasma, in Metropoli, 1981, pp. 223–229.
- 1995: L. Ferrari Bravo, Corruzione e politica, in Futuro Anteriore, III-IV.
- 1995: L. Ferrari Bravo, Homo Sacer (recensione a), in Futuro Anteriore, III-IV.
- 1996: L. Ferrari Bravo, Lavoro e politica, in Derive e approdi, IV, 9-10.
- 1996: L. Ferrari Bravo, Processo all’italiana, in Futuro Anteriore, V.
- 1996: L. Ferrari Bravo, Costituzione e movimenti sociali, in AA.VV., Costituzione e poi? , Roma, Manifesto Libri.
- 1997: L. Ferrari Bravo, Americanismo e postfordismo, in Futuro Anteriore, VI, 1997, pp. 142–158.
- 2000: L. Ferrari Bravo, Sovranità, in Posse, n.1, aprile 2000, pp. 329–345.
- 2001: L. Ferrari Bravo, Federalismo, in AA.VV., Lessico postfordista, Milano, Feltrinelli, pp. 357–351.
- 2001: L. Ferrari Bravo, Dal fordismo alla globalizzazione, Roma, Manifesto Libri.